# Robów
Robów – potok, dopływ Kowańca. Jest ciekiem 4 rzędu. Ma wiele źródłowych cieków wypływających na południowych stokach Bukowiny Obidowskiej oraz na południowych stokach grzbietu łączącego ten szczyt z Bukowiną Miejską w Gorcach. Najwyżej położone wypływają na wysokości około 900–960 m. Tworzą wachlarzowatą sieć dopływów. Od wysokości około 650 m potok spływa jednym już korytem w kierunku południowym, przyjmując po drodze kilka niewielkich dopływów. Wkrótce opuszcza porośnięte lasem stoki górskie, wypływa na bezleśny i zabudowany obszar miasta Nowy Targ. Na wysokości około 625 m przyjmuje największy dopływ – lewobrzeżny potok Zadział. Spływa przez należące do Nowego Targu osiedle Robów i na wysokości około 610 m uchodzi do Kowańca jako jego lewy dopływ.
Cała zlewnia potoku znajduje się w Gorcach w granicach miasta Nowy Targ. Jej górna część to porośnięte lasem zbocza górskie, dolna to w większości obszary zabudowane lub pola uprawne i nieużytki.